# 蜜雪兒·費爾利
‪蜜雪兒·費爾利‬（英語：Michelle Fairley，1965年7月11日—），是一位居住在英国伦敦的北爱尔兰女演員。她最为人所知的角色是HBO的大热電視劇《權力的遊戲》中的凱特琳·史塔克（Catelyn Stark）一角。费尔利其他的角色包括美国电视剧《金装律师》的Dr. Ava Hessington和电影《哈利·波特与死亡圣器（上）》妙麗·格蘭傑的母亲。

## 外部連結
- 蜜雪兒·費爾利在互联网电影资料库（IMDb）上的資料（英文）